# Euscyrtus bipunctatus
Euscyrtus bipunctatus är en insektsart som beskrevs av Lucien Chopard 1958. Euscyrtus bipunctatus ingår i släktet Euscyrtus och familjen syrsor. Inga underarter finns listade i Catalogue of Life.